# Хьюм, Эдит
Эдит Хьюм (англ. Edith Hume, 1843, Труро, Юго-Западная Англия — 1906) — британская художница и иллюстратор.
Она родилась под именем Эдит Данн и вышла замуж за художника Томаса О. Хьюма. В 1878–1906 годах она работала в Нидерландах, создавая пляжные сцены с голландскими рыбаками в Катвейке и Схевенингене, следуя традициям Гаагской школы.
Брат Эдит, Генри Треффри Данн, был ассистентом Данте Габриэля Россетти.
С 1874 по 1896 год Эдит Хьюм выставлялась в Королевской шотландской академии, Королевском институте изящных искусств Глазго, Королевском обществе акварелистов, Королевском обществе британских художников в Бирмингеме и Обществе женщин-художниц.

## Галерея

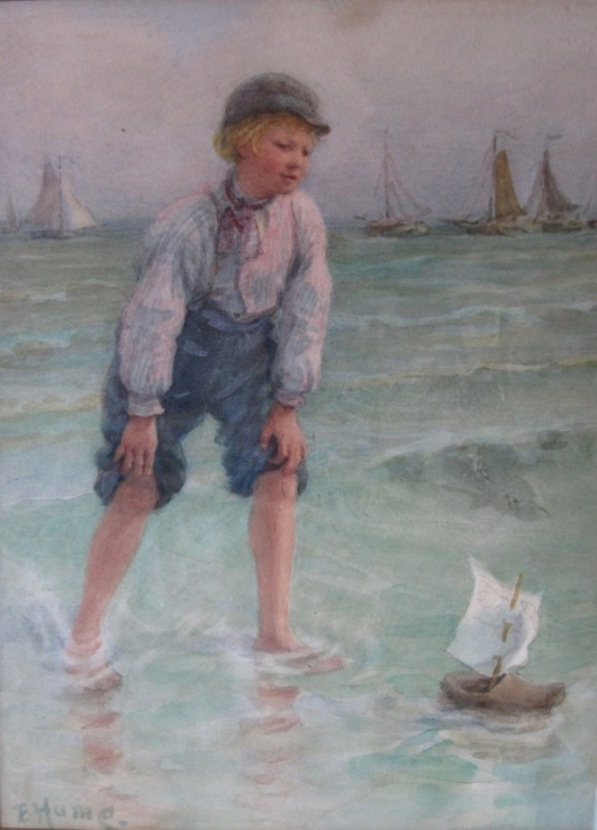
Папина лодка
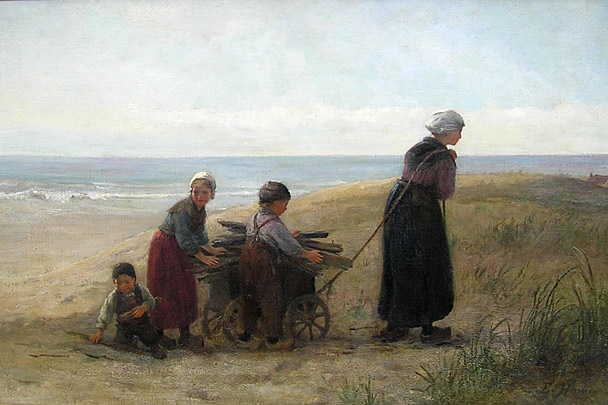
Дети собирают дрова (1890)
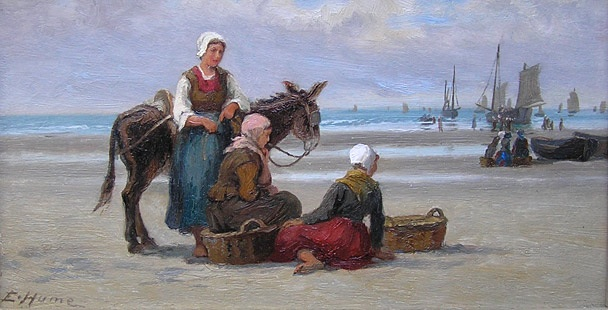
Рыбачки на пляже (1890)